# إكون-بي-عشتار
كان إيكون-بي-عشتار ، الذي يعني "تحققت كلمة عشتار"  والمكتوب عليه [ إك ] يو-ون-بي 4 -إش 4 -تار ،  ملكًا من بلاد ما بين النهرين (حوالي 1825-1799 قبل الميلاد، التسلسل الزمني المختصر ) من ملوك بلاد ما بين النهرين غير المؤكد اختصاصهم القضائي، واقترح جاكوبسون أوروك ، التي من المفترض أنها سبقت سين كاشيد ، والتي كانت معاصرة للجزء الأخير من سلالة إيسن الأولى.

## تاريخ
يظهر في نسختين مختلفتين من قائمة ملوك السومريين ، إحداهما تُشير إلى أنه يلي سومو-أبوم (حوالي 1830-1817 قبل الميلاد) ملك بابل ،  بينما تُشير الأخرى إلى أنه محصور بين عهدي إيرا-إميتي (حوالي 1805-1799قبل الميلاد) وإنليل-باني (حوالي 1798-1775 قبل الميلاد) ملكي إيسن. هذا يعني أن مدة حكمه كانت ستة أشهر أو سنة، حسب النسخة المذكورة. 
سومو إيل،ملك لارسا ، اسم السنة الخامسة (حوالي 1825 قبل الميلاد) يحتفل بالنصر على قوات أوروك في وقت كانت فيه مستقلة. يشهد ختم أسطواني هيماتيتي  في المتحف البريطاني على خادم بي عشتار، والذي قد يكون اختصارًا لاسم هذا الملك.  ساتوكو (سادوج 4 )، أو نص القرابين من نيبور هو المثال الوحيد لنص يعطي اسم عامه  وقد تم العثور عليه بين مخبأ من الألواح المسمارية المتعلقة بمعبد نينورتا التي يرجع تاريخها إلى السنة الأولى لبيت إنليل (حوالي 1798 قبل الميلاد) فصاعدًا، وبعد ذلك ظلت المدينة تحت سيطرة ملوك إيسن لمدة خمسة وسبعين عامًا.  لذلك، يجب أن تكون هيمنته على هذه المدينة قد سبقت هيمنته على ليبيت إنليل. 